# Mangaleša
Kralj Mangaleša bio je indijski vladar, koji je vladao od oko 592. do 610. godine. Mangaleša je pripadao dinastiji Chalukya u Karnataki, Indija te je bio štovatelj boga Višnua, premda je tolerirao druge vjere, davši poklon hramu boga Šive.

## Imena i naslovi
Mangaleša je poznat i kao Mangaleshvara, Mangalisha, Mangalaraja i Mangalarnava.
Naslovi: Shri-prithvi-vallabha, Prithvi-vallabha, Maharadža, Rana-vikranata i Uru-rana-vikranta

## Obitelj
Mangaleša je bio sin kralja Pulakeshina I., a naslijedio je starijeg brata Kirttivarmana I., oca kralja Pulakeshina II.